# Gekko nutaphandi
Gekko nutaphandi es una especie de gecos de la familia Gekkonidae.

## Distribución geográfica
Es endémica del centro-oeste de Tailandia.